# Copa Europa de Fútbol de ConIFA 2023
La Copa Europa de Fútbol de ConIFA de 2023 sería la cuarta edición de la Copa Europa de Fútbol de ConIFA. Chipre del Norte se anunció originalmente como anfitrión, pero se retiró para apoyar los esfuerzos humanitarios en Turquía, Posteriormente, el torneo fue cancelado.

## Anfitrión
Originalmente, Chipre del Norte se anunció como anfitrión el 9 de noviembre de 2022. Sin embargo, el 16 de febrero de 2023, tras el Terremotos de Turquía y Siria de 2023, se tomó la decisión de reubicar el torneo para permitir que el Chipre del Norte se centrara en apoyar los esfuerzos humanitarios en Turquía. En ese momento no se anunció ningún anfitrión sustituto.

## Sistema de disputa
Doce equipos se dividirían en cuatro grupos de tres equipos. Al final del torneo, los cuatro semifinalistas se clasificarían para la Copa Mundial de Fútbol de ConIFA de 2024. Además, los seis primeros clasificados conseguirían una plaza directa para la Copa Europa de Fútbol de ConIFA 2026.

## Participantes
En cursiva los equipos debutantes.
| Equipos participantes | Equipos participantes | Equipos participantes | Equipos participantes |
| --------------------- | --------------------- | --------------------- | --------------------- |
| Osetia del Sur        | Chipre del Norte      | País Sículo           | Rutenia Subcarpática  |
| Abjasia               | Padania               | Cornualles            | Recia                 |
| Cerdeña               | Laponia               | Sicilia               | Dos Sicilias          |

### Equipos reservas
- Isla de Elba
- Yorkshire
- Cameria
- Cantón del Tesino